# Безенбюрен
Безенбюрен (нім. Besenbüren) — громада  в Швейцарії в кантоні Ааргау, округ Мурі.

## Географія
Громада розташована на відстані близько 80 км на північний схід від Берна, 25 км на схід від Аарау.
Безенбюрен має площу 2,4 км², з яких на 12% дозволяється будівництво (житлове та будівництво доріг), 67,5% використовуються в сільськогосподарських цілях, 20,1% зайнято лісами, 0,4% не є продуктивними (річки, льодовики або гори).

## Демографія
2019 року в громаді мешкало 631 особа (+6,1% порівняно з 2010 роком), іноземців було 7,9%. Густота населення становила 265 осіб/км².
За віковим діапазоном населення розподілялося таким чином: 26,3% — особи молодші 20 років, 61,5% — особи у віці 20—64 років, 12,2% — особи у віці 65 років та старші. Було 243 помешкань (у середньому 2,6 особи в помешканні).
Із загальної кількості 141 працюючого 33 було зайнятих в первинному секторі, 33 — в обробній промисловості, 75 — в галузі послуг.